# Rajgopalan Rajamohan
| 4130 Ramanujan     | 17 febbraio 1988 |
| 4706 Dennisreuter  | 16 febbraio 1988 |
| 5178 Pattazhy      | 1º febbraio 1989 |
| 7564 Gokumenon     | 7 febbraio 1988  |
| 8348 Bhattacharyya | 26 gennaio 1988  |
| 17446 Mopaku       | 23 gennaio 1990  |

Rajgopalan Rajamohan (... – 29 gennaio 2022) è stato un astronomo indiano.
Il Minor Planet Center gli accredita le scoperta di sei asteroidi, effettuate tra il 1988 e il 1990.